# Weinblatt-Ahorn
Der Weinblatt-Ahorn (Acer circinatum) ist eine Pflanzenart aus der Gattung der Ahorne (Acer) in der Familie der Seifenbaumgewächse (Sapindaceae).

## Beschreibung

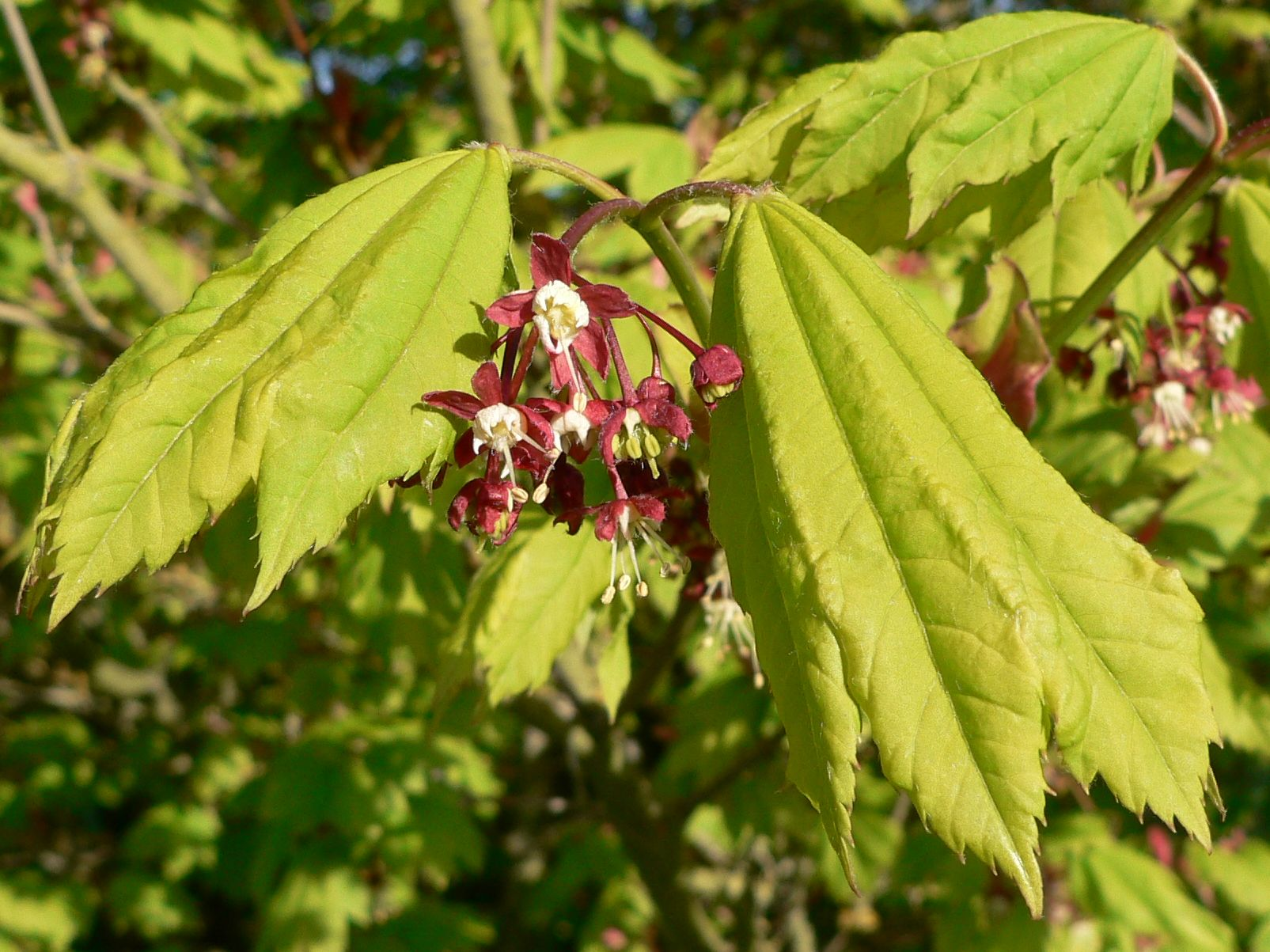
Blätter im Austrieb und Blütenstand

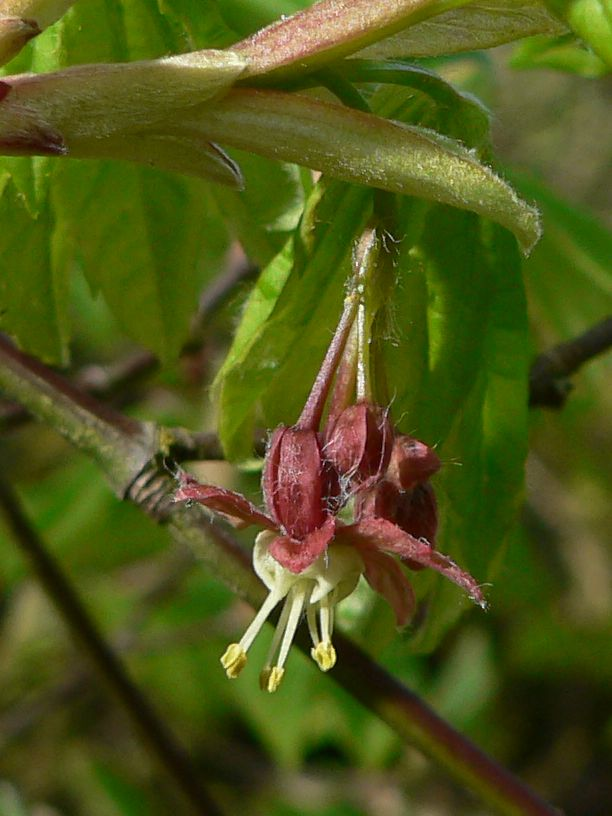
Einzelner Blütenstand

### Vegetative Merkmale
Beim Weinblatt-Ahorn handelt es sich um einen laubabwerfenden, meist mehrstämmigen Strauch oder seltener mit Wuchshöhen von bis zu meist 8, selten 12 Meter kleinen Baum. Oft bildet er durch vegetative Vermehrung dichte Bestände: Wenn die Zweige den Boden berühren, können sie Wurzeln schlagen und Absenker bilden. Auch aus den Wurzeln können Ausläufer gebildet werden. Sämlinge sind dagegen selten. In offenen, besonnten Situationen wächst er aufrecht, im Schatten anderer Bäume oft übergeneigt bis niederliegend. Die dünnen Zweige besitzen eine glatte Rinde, die hell-grünlich bis rötlich, oft weißlich bereift und schwach klebrig ist. Die Rinde wird später braun.
Die gegenständig an den Zweigen angeordneten Laubblätter sind in Blattstiel und Blattspreite gegliedert. Der Blattstiel ist 2,5 bis 3,5 Zentimeter lang. Die einfache Blattspreite ist sieben- bis neunlappig, 3 bis 12 Zentimeter breit und an der Basis schwach herzförmig. Der Blattrand ist unregelmäßig doppelt gesägt. Die Blattunterseite ist die ganze Fläche behaart und bei der hellgrünen Oberseite befinden sich nur Haare (Trichome) entlang der Blattadern. Die Herbstfärbung des Laubes ist bei voller Besonnung goldgelb bis leuchtend karminrot.

### Blütenstand und Blüte
Die Blütezeit reicht von April bis Mai. Am Ende der Zweige stehen in einem kahlen Blütenstand sechs bis zehn, selten bis zu zwanzig Blüten zusammen. Die Kelchblätter sind purpurfarben oder rot. Mit einer Breite von 0,6 bis 1,2 Zentimeter sind die weißen Kronblätter kleiner als die Kelchblätter.

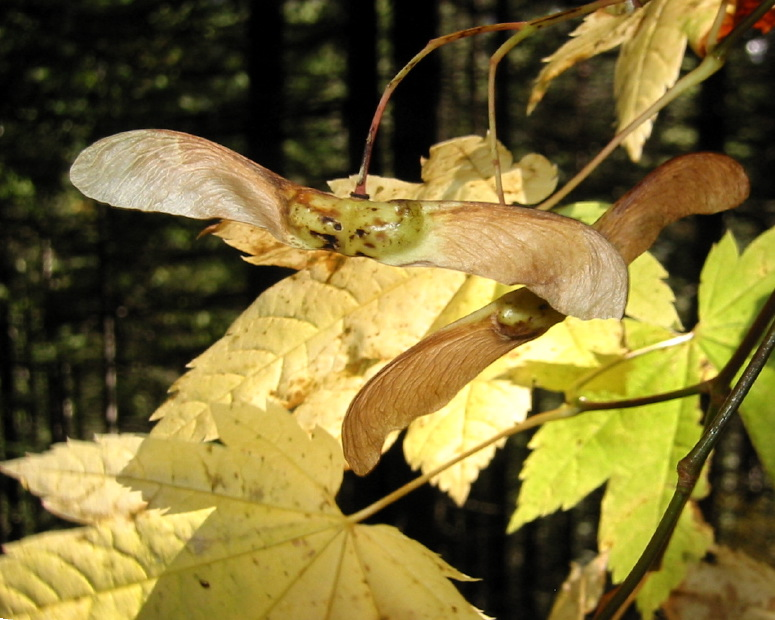
Früchte des Weinblatt-Ahorns

### Früchte
Die im Herbst reifenden Spaltfrüchte teilen sich in zwei geflügelte Nussfrüchte (Samara). Das  Nussfrüchtepaar sitzen in einem Winkel von etwa 180° abgespreizt zusammen. Die Nussfrucht und der Flügel sind jeweils etwa 2 Zentimeter lang. Die erst grünen Früchte werden im Herbst rötlich-braun und vom Wind verbreitet. Die Samen keimen im Frühjahr.

## Vorkommen und Ökologie
Das Verbreitungsgebiet liegt im westlichen Nordamerika und reicht vom südlichen Kanada (British Columbia) bis nach Nordkalifornien. Der Weinblatt-Ahorn ist auf die feuchte Westseite des Kaskaden-Gebirges beschränkt, nur selten kommt er in Tälern auf der trockeneren Ostseite vor. Im Norden des Verbreitungsgebietes steigt er nicht über Höhenlagen von 1000 Meter, im Süden ist er bis auf Höhenlagen von 1600 Meter anzutreffen.
Er wächst im geschlossenen Wald, am Waldrand sowie auf feuerbedingten Initialstadien. Die Böden sind tiefgründig, gut drainiert, aber durch die hohen Niederschläge doch feucht. Vergesellschaftet ist er mit den die dortigen Wälder dominierenden hohen Nadelgehölzen: Douglasie (Pseudotsuga menziesii), Westamerikanische Hemlocktanne (Tsuga heterophylla), Riesen-Lebensbaum (Thuja plicata), Lawsons Scheinzypresse (Chamaecyparis lawsoniana), Sitka-Fichte (Picea sitchensis) und Purpur-Tanne (Abies amabilis). Auf der Ostseite des Kaskaden-Gebirges kommt er zusammen mit der Gelb-Kiefer (Pinus ponderosa) vor. Weitere Sträucher, die mit dem Weinblatt-Ahorn in derselben Kronenschicht wachsen, sind etwa Grün-Erle (Alnus viridis ssp. sinuata), Roter Holunder (Sambucus racemosa), Holodiscus discolor, Corylus cornuta, Nervige Mahonie (Mahonia nervosa), Shallon-Scheinbeere (Gaultheria shallon), Rhododendron macrophyllum, Rubus ursinus und Rosa gymnocarpa. In der Krautschicht wachsen Moosglöckchen (Linnaea borealis), Vaccinium ovalifolium, Vaccinium membranaceum, Tiarella trifoliata, Polistichum munitum, Bärengras (Xerophyllum tenax), Hydrophyllum-Arten, Actaea rubra und Whipplea modesta.
Elche (Alces alces) und Maultierhirsche (Odocoileus hemionus) fressen das Laub des Weinblatt-Ahorns, Elche im Winter auch die Rinde und Zweige. Die Samen, Knospen und Blüten werden von einer Reihe von Vögeln und von kleinen Säugetieren wie Eichhörnchen und Streifenhörnchen gefressen.

## Verwendung
Der Weinblatt-Ahorn wird gelegentlich als Ziergehölz verwendet. Dazu sind einige wenige Sorten ausgelesen worden:
- 'Little Gem' – Zwergform, schwach wachsend, Blätter höchstens 2 bis 3 Zentimeter groß.
- 'Monroe' – geschlitzte Blätter, Blattlappen bis zum Blattstiel eingeschnitten und wiederum fiederförmig geteilt.

Lokal wird das Holz gelegentlich als Feuerholz oder zur Herstellung von Werkzeugstielen und -griffen verwendet. Die Indianer verwendeten lange, dünne Zweige zum Flechten von Körben, Schneeschuhen und Fischreusen.

## Systematik
Der Weinblatt-Ahorn wurde 1814 von Frederick Traugott Pursh wissenschaftlich beschrieben. Innerhalb der Gattung der Ahorne (Acer) wird er in die Sektion Palmata und dort wiederum in die gleichnamige Serie Palmata eingeordnet. Es ist die einzige Art dieser Sektion in Amerika; die verwandten Arten wie Japanischer Ahorn (Acer japonicum) oder Acer pseudosieboldianum sind alle in Ostasien beheimatet.